# Anisodactylus melanopus
Anisodactylus melanopus es una especie de escarabajo de tierra del género Anisodactylus, categorizada en la tribu Harpalini, de la subfamilia Harpalinae.

## Distribución
Se distribuye por América del Norte: Estados Unidos y Canadá.

## Taxonomía
Fue descrita por Haldeman en 1843.
Tratamiento taxonómico
La especie aparece registrada y publicada en Descriptions of North American species of Coleoptera, presumed to be undescribed. -. Proceedings of the Academy of Natural Sciences of Philadelphia, 1: 298-304. (Philadelphia). (1843).